# Troncens
Troncens é uma comuna francesa na região administrativa de Occitânia, no departamento de Gers. Estende-se por uma área de 12,97 km². Em 2010 a comuna tinha 188 habitantes (densidade: 14,5 hab./km²).